# Бойков, Иван Антропович
Иван Антропович Бойков — командир отделения 178-го отдельного мотоинженерного батальона (41-я мотоинженерная бригада, 9-я армия, 2-й Белорусский фронт), сержант.

## Биография
Иван Антропович Бойков родился в крестьянской семье в деревне Буровец Великолукского уезда Псковской губернии (в настоящее время Новосокольнический район Псковской области). В 1930 году окончил 5 классов школы, работал в колхозе.
В 1939 году Новосокольническим райвоенкоматом был призван в ряды Красной армии. С 1942 года на фронтах Великой Отечественной войны.
В течение 3-х ночей в августе 1944 года ефрейтор Бойков установил возле переднего края обороны противника 185 противотанковых мин, на которых подорвался бронетранспортёр противника с живой силой. Во время наступления он проделал в проволочных заграждениях несколько проходов, через которые провёл наступающие подразделения. Приказом по 4-му гвардейскому корпусу от 6 сентября 1944 года он был награждён орденом Славы 3-й степени.
Младший сержант Бойков в боях 14 января 1945 года, сопровождая самоходные артиллерийский установки, в районе населённого пункта Поникевка в Польше первым ворвался в траншеи противника и огнём из автомата уничтожил 4-х солдат противника. С группой из 4-х сапёров, продолжая сопровождать САУ, захватили мост через реку Руж, убил, сапёра противника, минировавшего мост и перерезал провода к взрывателям. Приказом по 3-й армии от 3 февраля 1945 года был награждён орденом Славы 2-й степени.
В марте 1945 года сержант Бойков в районе населённого пункта Рогулево в Поморском воеводстве западнее города Гдыня уничтожил 4 фаустников. В бою за этот Рогулево заменил выбывшего из строя заряжающего в орудийном расчёте. Указом Президиума Верховного Совета СССР от 29 июня 1945 года он был награждён орденом Славы 1-й степени.
Сержант Бойков отличился при форсировании пролива Пене, отделяющий остров Узедом от материка, в районе города Крёслин. Обеспечивая десантными средствами — лодками, отделение под командованием сержанта Бойкова, работая под непрерывным артиллерийско-миномётным огнём противника, выполнило задание на 310 %. Лично сам Бойков, работая по пояс в воде проявив стойкость и отвагу. Невзирая на опасность для жизни отремонтировал 2 лодки, чем способствовал форсированию пролива. Приказом по 41-й мотоинженерной бригаде от 8 мая 1945 года он был награждён орденом Красной Звезды.
Сержант Бойков демобилизовался в мае 1946 годаю Вернулся на родину, жил в деревне Руново. Работал завхозом в местной школе, затем столяром в вагонном депо на станции Новосокольники. Награждён знаком «Почётный железнодорожник».
В 1985 году в ознаменование 40-летия Победы он был награждён орденом Отечественной войны 1-й степени.
Скончался Иван Антропович Бойков 2 декабря 1985 года.